# Ingen hinner fram till den eviga ron
Ingen hinner fram till den eviga ron är en väckelsepsalm av Lars Linderot från 1798. I Linderots sångbok Andeliga Sånger och Tillfällighets-Verser, (1815) har psalmen titeln Sång om eldigt bemödande att vinna evig sällhet. Den trycktes redan 1798 i Karlskrona tillsammans med sånger av andra författare i ett tryck som kallades Fem Andeliga Wisor. Sångens fem verser är inspirerade av Jesus ord i Lukasevangeliet 13:24 Kämpa för att komma in genom den trånga porten.
En melodi som används till texten är i (D-dur, 2/4) och är troligen en folkmelodi. I 1939 års koralbok finns också en annan folkmelodi i (E-moll, 2/4), vilken inte använts till denna text i Sverige men är den vanligaste i Norge. I Koralbok för Nya psalmer, 1921 anges en svensk folkmelodi som a-melodi och att texten också kan sjungas till melodin för psalmen Väldigt går ett rop över land, över hav (1921 nr 543). I Linderots egen samling anges inte någon melodi till denna psalm.

## Publicerad i
- Andelige Sånger och Tillfällighets-Verser 1815, som nr 82 med titeln Sång om eldigt bemödande att winna ewig sällhet under rubriken "Af blandat innehåll".
- Hemlandssånger 1891 som nr 327 under rubriken "Kärleken".
- Hjärtesånger 1895 som nr 219 under rubriken "Väckelsesånger".
- Musik till Frälsningsarméns sångbok 1907 som nr 27.
- Svenska Missionsförbundets sångbok 1920 som nr 296 under rubriken "Strid och lidande".
- Nya psalmer 1921 som nr 576, tillägget till 1819 års psalmbok under rubriken "Det Kristliga Troslivet: Troslivet hos den enskilda människan: Kallelse väckelse och upplysning".
- Fridstoner 1926 som nr 75 under rubriken "Frälsnings- och helgelsesånger".
- Frälsningsarméns sångbok 1929 som nr 43 under rubriken "Frälsningssånger - Varning och väckelse".
- Psalm och Sång 1929/31 som nr 73 under rubriken "Väckelse och omvändelse".
- Segertoner 1930 som nr 347.
- Sionstoner 1935 som nr 272 under rubriken "Nådens ordning: Väckelse och omvändelse".
- 1937 års psalmbok som nr 265 under rubriken "Kallelse och upplysning". Den enda psalm där som behållit sitt nummer i 1986 års psalmbok.
- Segertoner 1960 som nr 347.
- Frälsningsarméns sångbok 1968 som nr 44 under rubriken "Frälsning".
- Den svenska psalmboken 1986 som nr 265 under rubriken "Vaksamhet - kamp - prövning".
- Svensk psalmbok för den evangelisk-lutherska kyrkan i Finland (1986) som nr 412 under rubriken "Kallelse och efterföljd"

## Kuriosa
Psalmen används i Hasse Alfredsons och Tage Danielssons animerade film I huvet på en gammal gubbe.